# Joachim Sauer
Joachim Sauer (Hosena, RDA, 19 de abril de 1949) es un químico y catedrático de Fisicoquímica en la Universidad Humboldt de Berlín, marido de la que fue canciller de Alemania, Angela Merkel.

## Carrera profesional
Estudió desde 1963 hasta 1967 en el instituto Walther Rathenau de Senftenberg, donde obtuvo su certificado de selectividad con honores, a la vez que realizaba un ciclo formativo sobre la industria del lignito en Lauchhammer. Decidió estudiar Química en la Universidad Humboldt de Berlín, donde comenzó su carrera investigadora tras licenciarse en 1972. Obtuvo el grado de doctor summa cum laude en 1976 gracias a su trabajo sobre las consecuencias del Teorema de Koopman en el método de Hartree-Fock restringido para orbitales abiertos.
Desde 1977 hasta 1991 trabajó en el Instituto Central de Fisicoquímica de la Academia de las Ciencias de la RDA en Berlín y durante esa época realizó dos estancias postdoctorales: una, en Praga en el laboratorio de Rudolf Zahradník y la otra, en el Instituto Tecnológico de Karlsruhe, bajo la supervisión de Reinhart Ahlrichs.
Tras la Reunificación alemana, viajó a San Diego (USA), donde trabajó para BIOSYM Technologies como director técnico del departamento de Catálisis y hasta 2002 desempeñó un puesto de consejero en Accelrys (anteriormente Molecular Simulations Inc., MSI).
Desde 1992 hasta 1996 dirigió el grupo de investigación sobre Química cuántica de la Sociedad Max Planck, asociada a la Universidad Humboldt de Berlín.
Sus principales campos de investigación se han centrado en los estudios teóricos sobre la estructura y los procesos termodinámicos catalíticos de los sistemas de zeolita y la química computacional basada en métodos ab initio para el cálculo de clústers inorgánicos.

## Premios y distinciones
- 1972: Premio Johann-Gottlieb-Fichte de la Universidad Humboldt de Berlín
- 1982: Premio Friedrich-Wöhler de la Sociedad de Química de la RDA
- 1991: Beca del "Fonds der Chemischen Industrie"
- 1991: Premio de Química de la Academia de Ciencias de Gotinga
- 1995: Miembro de la Academia de las Ciencias de Berlín-Brandenburgo
- 1998: Premio Alexander-von-Humboldt de la Fundación para la investigación científica de Bélgica
- 2006: Miembro científico exterior del Instituto Fritz Haber de la Sociedad Max Planck[1]
- 2007: Miembro de la Academia alemana de las ciencias naturales Leopoldina
- 2010: Medalla Liebig de la Sociedad Alemana de Química

También es miembro del consejo de varias instituciones, entre otras del Instituto de Estudios Avanzados Alfried Krupp de la Universidad de Greifswald.

## Vida privada
Joachim Sauer tiene dos hijos, provenientes de su anterior matrimonio con una química, de quien se divorció en 1985.
Se casó con Angela Merkel el 30 de diciembre de 1998, a quien conoció diecisiete años antes en la Academia de las Ciencias del barrio berlinés de Adlershof en la época de la RDA.   

### Presencia pública junto a Angela Merkel

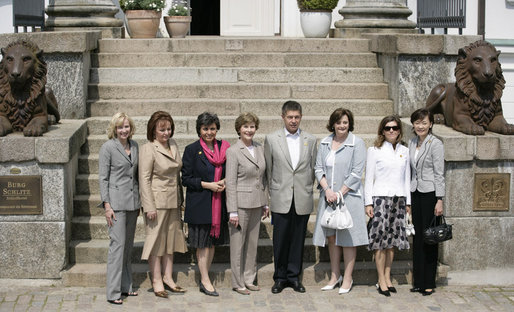
Joachim Sauer rodeado por las "primeras damas", durante la cumbre del G8 en Heiligendamm (2007).

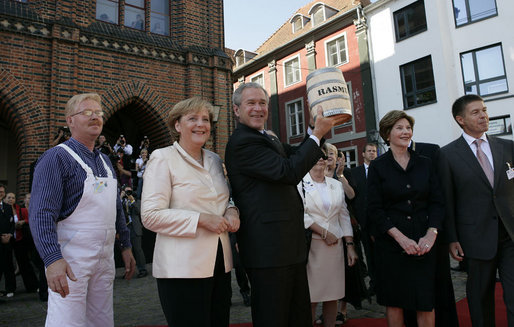
Sauer (der.) de visita oficial con el Presidente Bush en Stralsund 2006.

A causa de la carrera política de su mujer, Sauer recibió una notable atención por parte de los medios de comunicación, situación que no era de su total agrado. Sin embargo, en raras ocasiones se les pudo ver juntos en público y él siempre ha declinado cualquier entrevista personal que no se centrara sobre su trabajo como investigador. Sólo en otoño de 2010 concedió una larga entrevista a una revista científica en que describía las condiciones de la labor científica durante la RDA.
Entre las contadas ocasiones en que han hecho apariciones públicas conjuntamente, destacan: la asistencia al festival de ópera de Bayreuth, donde fue apodado "el Fantasma de la Ópera" por la prensa, y la visita oficial del presidente George W. Bush el 13 de julio de 2006 en Stralsund.